# Fleury-la-Forêt
Fleury-la-Forêt är en kommun i departementet Eure i regionen Normandie i norra Frankrike. Kommunen ligger i kantonen Lyons-la-Forêt som tillhör arrondissementet Les Andelys. År 2022 hade Fleury-la-Forêt 289 invånare.

## Befolkningsutveckling
Antalet invånare i kommunen Fleury-la-Forêt
Referens:INSEE